# Georgi Todorov
Georgi Stoyanov Todorov, em búlgaro Георги Тодоров (Bolgrad, 10 de agosto de 1858 — Sófia, 16 de novembro de 1934), foi um general búlgaro que lutou na Guerra Russo-Turca (1877-1878), na Guerra servo-búlgara, na Primeira Guerra Balcânica, na Segunda Guerra Balcânica e na Primeira Guerra Mundial.

## Carreira militar
Todorov se alistou aos 19 anos no exército búlgaro para lutar ao lado dos russos contra os otomanos e garantir assim a independência da Bulgária. Também comandou com sucesso uma unidade búlgara que lutou contra os sérvios durante a Guerra servo-búlgara em 1885. Foi um dos golpistas que tentou derrubar Alexandre I da Bulgária, após o fracasso do golpe, foi demitido em 1886. Um ano depois, retorna ao exército e é promovido à Major. Em 1896, torna-se Coronel.

## Guerras balcânicas
Na Primeira Guerra Balcânica, derrotou os otomanos na Batalha de Bulair em 26 de janeiro de 1913. Na Segunda Guerra Balcânica derrotou os sérvios na Batalha de Kalimantsi, apesar da Bulgária ter se rendido.

## Primeira Guerra Mundial

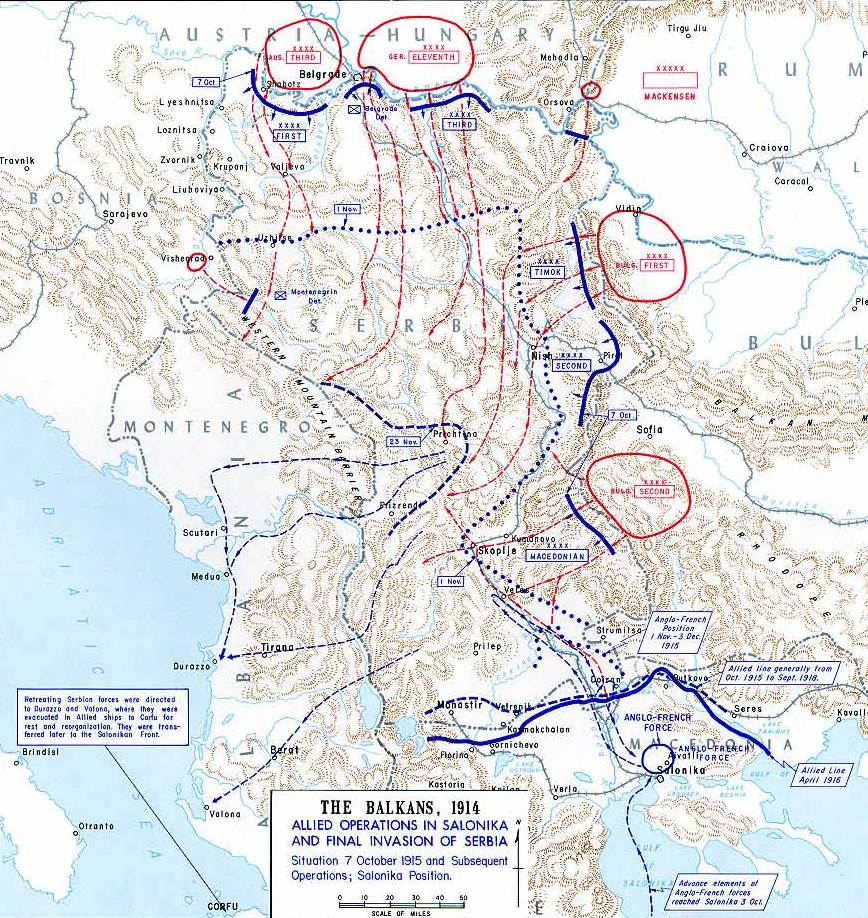
O segundo exército búlgaro entrando na Sérvia em 1915, repelindo o exército sérvio Timok e as forças franco-britânicas (primeiro círculo vermelho de baixo para cima).

Durante a Primeira Guerra Mundial, Todorov conseguiu derrotar os sérvios na Macedônia e os romenos em 1917, durante o ataque búlgaro no Dobruja. Em setembro de 1918, assumiu o comando do Exército Búlgaro após o Marechal Nikola Zhekov ter adoecido. 